# Machairophora
Machairophora is een geslacht van kevers uit de familie spartelkevers (Mordellidae).
Het geslacht is voor het eerst wetenschappelijk beschreven in 1943 door Franciscolo.

## Soorten
Het geslacht omvat de volgende soorten:
- Machairophora fulvipuncta Hampson, 1893
- Machairophora fumigata Pagenstecher, 1900